# Gilles de Haes

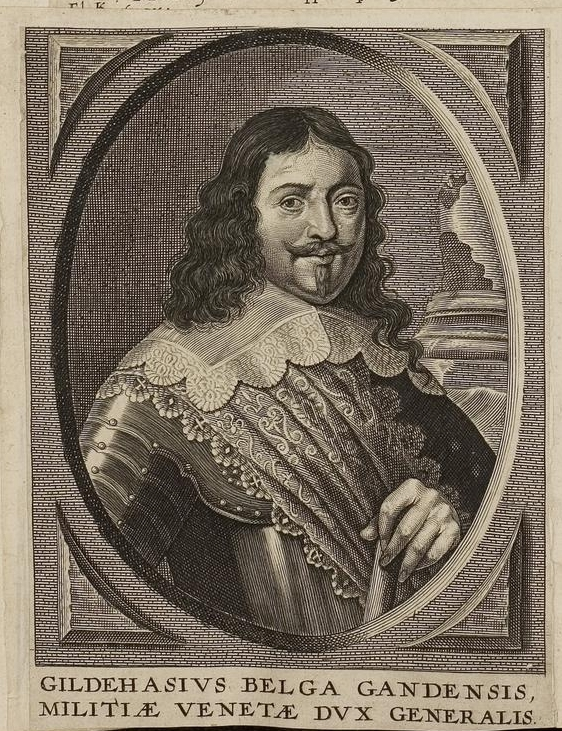
Gilles de Haes

Gilles de Haes (* 22. April 1597 in Gent; † 1657 in Zadar) war ein flandrischer Soldat in spanischen, kaiserlichen und venezianischen Diensten. Er kämpfte im Dreißigjährigen Krieg und im Krieg um Kreta. Trotz seiner Herkunft aus geringen Verhältnissen stieg er bis in Generalsrang auf und war sowohl militärisch erfolgreich und als auch bei seinen Dienstherrn als geschickter Anwerber von Soldaten begehrt. Zu seinen bekanntesten Erfolgen zählt die Einnahme von Bad Kreuznach im Jahr 1641. Gleichzeitig fiel er durch niedrige Disziplin und häufige Ausschreitungen seiner Truppen auf. 

## Leben
Gilles wurde Ende des 16. Jahrhunderts in Gent geboren und wuchs in einfachen Verhältnissen auf. Sein Vater, Jean de Haes, soll Bürstenhändler oder Maurer gewesen sein und er selbst anfangs entweder ebenfalls als Maurer oder als Bäckerjunge gearbeitet haben. Als Mutter ist eine Barbe Fietericx belegt.
In der Anfangsphase des Dreißigjährigen Krieges schlug er eine militärische Laufbahn ein und schloss sich einem spanischen Regiment an, das in die Kurpfalz zog und das Territorium des vertriebenen Kurfürsten Friedrich V. besetzte. Unter Ambrosio Spinola zog er 1628 nach Italien in den Mantuanischen Erbfolgekrieg. Während des Krieges wurde er zum Leutnant der Infanterie befördert. Nach Spinolas Tod wurde sein Regiment in kaiserliche Dienste genommen. In der Armee Kaiser Ferdinands II. stieg Haes weiter auf und wurde 1632 Oberst eines am Niederrhein geworbenen wallonischen Infanterieregiments.
Unter General Heinrich von Holk brannte Haes beim kaiserlichen Feldzug nach Sachsen zahlreiche Dörfer nieder und kämpfte mit seinem Regiment im November 1632 in der Schlacht bei Lützen. 1634 nahm er an der siegreichen Schlacht bei Nördlingen teil. Sein Regiment trat 1635 in spanische Dienste über, er wurde danach im Veltlin im Kampf gegen die Franzosen eingesetzt. 1636 nahm er an einem Feldzug ins Herzogtum Parma teil. Nach weiteren Einsätzen im Veltlin und 1638 bei der Belagerung von Vercelli wurde er 1639 in die Dienste des Kaisers zurückberufen.
Im gleichen Jahr kaufte er die Herrschaft Orth vom Kaiser für den Preis von 135.000 Gulden und das Versprechen, 5.000 Soldaten anzuwerben. Mit der Werbung verbunden war Haes’ Beförderung zum Generalwachtmeister. Als Quartier für die geworbenen Truppen, darunter je ein Infanterie-, Kürassier- und Dragonerregiment, wurde ihm die Grafschaft Henneberg zugewiesen, er selbst besetzte Meiningen und ließ die Umgebung schwer ausplündern. Sein militärischer Auftrag lag unter anderem darin, die Schweden von Einfällen ins Hochstift Würzburg abzuhalten.
Im März 1640 hatte er die schwedische Besatzung der Festung Maßfeld eingeschlossen und beinahe zur Kapitulation gebracht, als im letzten Moment Entsatztruppen eintrafen, vor denen Haes sich nach Haßfurt zurückzog. Nach dem Rückzug der schwedischen Entsatzarmee kehrte Haes nach Meiningen zurück. Er legte seine Soldaten erneut vor Maßfeld, bis Anfang Juni der schwedische General Hans Christoph von Königsmarck eintraf, Haes zurückschlug und die Festung zum zweiten Mal entsetzte. Die Truppen unter Haes sollten als Nächstes auf Befehl Ottavio Piccolominis gegen Hessen-Kassel ziehen und besetzten die Stadt Gelnhausen. Im August zog er an den Rhein, um sich General Gottfried Huyn von Geleen anzuschließen. Am 14. Oktober 1640 wurde er bei Ziegenhain im Kampf gegen Reinhold von Rosens weimarische Truppen verwundet. Rosen umzingelte im Januar 1641 Haes’ Truppen in Meiningen und belagerte die Stadt, ohne sie einnehmen zu können.
Im März 1641 wurde Haes nach Würzburg gerufen und über Heilbronn an den Oberrhein geschickt. Dort eroberte er im April als zweithöchster kaiserlicher Befehlshaber vor Ort nach Geleen mehrere Städte von den Franzosen zurück, darunter Willstätt, Gengenbach und Oberkirch. Im Auftrag der Spanier sammelte Haes anschließend mehrere Regimenter, die Camillo Gonzaga im vergangenen Jahr von Oberösterreich an den Rhein gebracht hatte. Haes nahm mit den Truppen am 2. Juni Bad Kreuznach ein und übergab den Großteil dort an Guillaume de Lamboy, der damit zur Unterstützung der Spanier in die Südlichen Niederlande zog.
Im Oktober und November 1641 nahm Haes unter dem Oberbefehl General Ernst Georg von Sparrs an der vierten vergeblichen Belagerung des Hohentwiels in diesem Krieg teil. 1643 kam es zu einem Kriegsgerichtsprozess zwischen den beiden, weil Sparr ihm vorwarf, ihn vor dem Hohentwiel im Stich gelassen zu haben. Haes warb in der Zwischenzeit wieder neue Soldaten an, um für Venedig in den Krieg um Castro zu ziehen. Durch den bald erfolgten Friedensschluss kamen seine Truppen nicht mehr zum Einsatz. Stattdessen bot Haes sie dem bayrischen Kurfürsten Maximilian I. an, der das Angebot zunächst aus Kostengründen ablehnte, bevor er sich am Ende des Jahres 1644 dafür entschied und Haes als Feldmarschalleutnant in seine Dienste nahm. Haes wechselte aber kurz darauf ins venezianische Militär, das sich auf den Krieg um Kreta gegen die Türken vorbereitete.
Haes schiffte sich Anfang 1645 in Venedig ein, sammelte eine Flotte und landete auf der Morea, wo er den türkischen Soldaten großen Schaden zufügen und reiche Beute machen konnte. 1646 führte er einen weiteren erfolgreichen Feldzug auf der Insel Zakynthos. Danach wurde er als Verstärkung zu den hart bedrängten venezianischen Truppen auf Kreta geschickt, wo Haes in Konflikt mit dem Generalgouverneur Mocenigo geriet. 1649 kehrte Haes nach Venedig zurück, wo man ihm den Oberbefehl über die Armee in Dalmatien verlieh. Bei Šibenik errang er 1650 einen letzten Sieg über die Türken. Bald darauf gab er nach einer missglückten Kampagne gegen Rhodos sein Kommando auf und ließ sich in Zadar nieder, wo er einen Palast erwarb und dort bis zu seinem Tod im Jahr 1657 lebte.